# 凱布爾 (伊利諾伊州)
伯吉斯（英語：Burness）是位於美國伊利諾伊州默瑟縣的一個非建制地區。該地的面積和人口皆未知。

## 地理
伯吉斯的座標為41°07′38″N 90°38′29″W / 41.12722°N 90.64139°W，而該地的平均海拔高度為214米（即702英尺）。